# Jim Williams
Pour les articles homonymes, voir Jim Williams (compositeur) et Williams.

a Compétitions nationales et continentales officielles uniquement.

b Matchs officiels uniquement.
Dernière mise à jour le 5 novembre 2013.
R.W. Williams dit Jim Williams, né le 8 décembre 1968 à Young en Nouvelle-Galles du Sud, est un joueur de rugby à XV évoluant au poste de troisième ligne aile. Il joue en équipe d'Australie.

## Biographie
Jim Williams joue avec les Queensland Reds en 1992, puis avec l'équipe de New South Wales en 1996. En 1998, il joue avec les Brumbies pendant trois saisons avant de rejoindre l'Europe et la province du Munster avec qui il reste jusqu'en 2005.
Jim Williams dispute son premier test match le 12 juin 1999 contre l'équipe d'Irlande. Son dernier test match est contre l'équipe d'Angleterre le 18 novembre 2000.

## Palmarès
- Vainqueur du Tri-Nations en 2000

## Statistiques en équipe nationale
- 14 test matchs avec l'équipe d'Australie
- 10 points (2 essais)
- Nombre de tests par année : 4 en 1999, 10 en 2000